# Достать ножи
«Достать ножи» (англ. Knives Out) — американский комедийный детективный фильм режиссёра Райана Джонсона. Мировая премьера картины состоялась на Международном кинофестивале в Торонто в сентябре 2019 года. В кинотеатрах США фильм вышел 27 ноября 2019 года, в России — 28 ноября и предварительно показан 23 ноября во многих кинотеатрах. Фильм имел коммерческий успех и стал первой частью франшизы. Осенью 2022 года на экраны вышло его продолжение — «Достать ножи: Стеклянная луковица».

## Сюжет
Семья богатого детективного писателя Харлана Тромби собирается на праздновании его 85-летия в особняке в Массачусетсе. На следующее утро экономка Фран находит Харлана мёртвым с перерезанным горлом. Полиция считает, что это было самоубийство, но неизвестный нанимает знаменитого частного сыщика Бенуа Бланка для проведения расследования.
Бланк узнаёт, что отношения Харлана с его семьёй были натянутыми: в день своей смерти Харлан угрожал рассказать об измене своего зятя Ричарда его жене, своей дочери Линде; за кражу его денег урезал своей невестке Джони пособие; уволил сына Уолта из издательской компании; поссорился со своим внуком Рэнсомом, лишив его наследства.
После вечеринки медсестра Харлана Марта Кабрера перепутала лекарства и, по-видимому, ввела слишком большую дозу морфина. Она не могла найти противоядие, и Харлану оставалось жить несколько минут. Зная, что мать Марты — нелегальный иммигрант, Харлан не позволил Марте вызвать скорую помощь и вместо этого дал ей инструкции, как сделать ложное алиби, чтобы спасти свою семью от проверки. Затем Харлан перерезал себе горло. Пожилая мать Харлана видела, как Марта вылезала из окна, но приняла её за Рэнсома.
У Марты есть особенность: её рвёт, если она говорит ложь. Поэтому она даёт правдивые, но неполные ответы, когда Бланк задаёт ей вопросы. Она соглашается помочь в расследовании Бланка и скрывает свои следы, пока они с сыщиком обыскивают территорию. Оглашается завещание Харлана; ко всеобщему удивлению, он всё своё наследство — издательство, 60 миллионов долларов на различных счетах, дом и прочее имущество оставил Марте. Рэнсом, которого Харлан вычеркнул из завещания, помогает ей избежать гнева семьи, но зная о её особенности, угощает обедом в кафе и выбивает из неё правду. Рэнсом предлагает свою помощь в обмен на долю наследства. Другие Тромби пытаются убедить Марту отказаться от наследства. Уолт угрожает разоблачить нелегальный статус её матери.
Марта получает анонимную записку, содержащую частичную фотокопию токсикологического отчёта Харлана. Она и Рэнсом едут в службу судмедэкспертизы, но здание службы сгорело.
Марта получает анонимное электронное письмо от шантажиста с предложением о встрече. Бланк и полиция замечают Марту и Рэнсома, и после непродолжительной автомобильной погони Рэнсом арестован. Бланк объясняет, что мать Харлана видела, как Рэнсом спускался по стене из комнаты Харлана в ночь его смерти.
Марта идёт на встречу и обнаруживает, что Фран накачали наркотиками. Она колеблется, понимая, что Фран может связать её с преступлением, но в конечном итоге выполняет меры по реанимации и звонит в Службу спасения. Марта признается Бланку, хотя Рэнсом уже всё сообщил о ней и говорит, что она хочет рассказать семье, что стала причиной смерти Харлана. В доме Марта находит копию полного токсикологического отчёта, спрятанного в тайнике Фран с каннабисом. Бланк читает отчёт и прерывает Марту, прежде чем она успевает признаться. Марте он говорит, что по его мнению, Тромби меньше всего заслуживают своё наследство, так как он считает, что Тромби вытирали об неё ноги.
Бланк раскрывает свои выводы: Харлан сказал Рэнсому, что оставляет всё Марте, поэтому Рэнсом поменял содержимое пузырьков с лекарствами Харлана и украл противоядие, чтобы заставить Марту убить Харлана и, таким образом, лишиться права претендовать на наследство по правилу недостойного наследника. Марта, однако, дала Харлану правильное лекарство, узнав его по внешнему виду и структуре жидкости, и пришла к выводу, что она отравила его, только после прочтения этикетки. Когда о смерти сообщили как о самоубийстве, Рэнсом анонимно нанял Бланка, чтобы он разоблачил Марту. Фран увидела, как Рэнсом подделывает следы на месте преступления, и отправила ему записку с компрометирующими его материалами. После того, как Рэнсом понял, что Марта дала Харлану правильное лекарство, он переслал Марте записку Фран и поджёг здание судмедэкспертизы, чтобы уничтожить доказательства невиновности Марты. Он ввёл Фран слишком большую дозу морфина, чтобы Марту поймали с трупом Фран.
Марта обманом заставляет Рэнсома признаться, говоря, что Фран выжила и даст показания против него. Однако тут же её тошнит, рвота попадает на Рэнсома. Это указывает на ложь: Фран мертва, а Рэнсом сознался в её убийстве. Его признание записано на диктофон. В ярости Рэнсом вонзает нож в Марту, но лезвие ножа, оказавшегося реквизитом, проваливается в рукоятку. Полицейские, ставшие свидетелями покушения, арестовывают Рэнсома.
Бланк рассказывает Марте, что он сразу понял, что она сыграла роль в смерти Харлана, заметив небольшое пятно крови на её туфле. Марта спрашивает Бланка, как ей поступить с родственниками покойного Тромби, ведь они многое сделали для неё. Бланк советует ей послушать своё сердце, хотя сам имеет другое мнение на этот счёт. Линда находит записку от Харлана, раскрывающую измену её мужа. Когда Рэнсома берут под стражу, Марта наблюдает за семейством Тромби с балкона теперь уже её особняка, держа в руках кружку покойного Харлана Тромби с надписью «Мой дом. Мои правила. Мой кофе».

## В ролях
| Актёр             | Роль                                                                |
| ----------------- | ------------------------------------------------------------------- |
| Дэниел Крейг      | Бенуа Бланк частный детектив                                        |
| Ана Де Армас      | Марта Кабрера сиделка Харлана                                       |
| Крис Эванс        | Хью Рэнсом Драйсдэйл внук Харлана, сын Линды и Ричарда              |
| Джейми Ли Кёртис  | Линда Драйсдэйл дочь Харлана                                        |
| Дон Джонсон       | Ричард Драйсдэйл муж Линды и отец Рэнсома                           |
| Майкл Шеннон      | Уолт Тромби младший сын Харлана                                     |
| Тони Коллетт      | Джони Тромби вдова старшего сына Харлана                            |
| Кристофер Пламмер | Харлан Тромби хозяин поместья, знаменитый автор детективных романов |
| Кэтрин Лэнгфорд   | Мэг Тромби внучка Харлана, дочь Джони                               |
| Джейден Мартелл   | Джейкоб Тромби внук Харлана, сын Уолта и Донны                      |
| Рики Линдхоум     | Донна Тромби жена Уолта                                             |
| Кей Кэллан        | Ванетта Тромби мать Харлана                                         |
| Лакит Стэнфилд    | детектив Эллиот                                                     |
| Ной Сеган         | офицер Вагнер                                                       |
| Эди Паттерсон     | Фрэн экономка                                                       |
| Фрэнк Оз          | Алан Стивенс адвокат и душеприказчик Харлана                        |
| М. Эммет Уолш     | Пруфрок сторож                                                      |
| Марлен Форте      | мать Марты                                                          |
| Ширли Родригес    | Алисия Кабрера сестра Марты                                         |
| Кэрри Френсис     | Салли ассистентка адвоката Стивенса                                 |

## Съёмки
Основные съёмки начались 30 октября 2018 года в Бостоне, штат Массачусетс, и продолжались до 20 декабря 2018 года.

## Критика
Сайт film.ru отметил, что фильм отсылает к бульварной детективной литературе двадцатого века и этим напоминает первые картины Райана Джонсона, с шутками про «упадок старой Америки» — «детективную версию» фильма «Прочь».

## Награды и номинации
- 2019 — премия Национального совета кинокритиков США за лучший актёрский ансамбль, а также попадание в десятку лучших фильмов года.
- 2019 — премия «Спутник» за лучший актёрский ансамбль, а также 3 номинации: лучший фильм — мюзикл или комедия, лучшая женская роль в мюзикле или комедии (Ана Де Армас), лучшая мужская роль в мюзикле или комедии (Дэниел Крейг).
- 2020 — номинация на премию «Оскар» за лучший оригинальный сценарий (Райан Джонсон).
- 2020 — 3 номинации на премию «Золотой глобус»: лучший фильм — мюзикл или комедия, лучшая женская роль в мюзикле или комедии (Ана Де Армас), лучшая мужская роль в мюзикле или комедии (Дэниел Крейг).
- 2020 — номинация на премию BAFTA за лучший оригинальный сценарий (Райан Джонсон).
- 2020 — премия Американского института кино за лучший фильм года.
- 2020 — номинация на премию Австралийской киноакадемии за лучшую женскую роль второго плана (Тони Коллетт).
- 2020 — номинация на премию Лондонского кружка кинокритиков за лучший фильм года.
- 2020 — номинация на премию Гильдии сценаристов США за лучший оригинальный сценарий (Райан Джонсон).

## Сиквел
В январе 2020 года появилась информация о работе над продолжением фильма. В феврале идея сиквела получила официальное одобрение. В марте 2021 года компания Netflix купила права на два сиквела «Достать ножи» за 400 миллионов долларов. Роли в фильме получили Дэниел Крейг, Дейв Батиста и Эдвард Нортон. Съёмки начались 28 июня 2021 года в Греции и закончились 13 сентября.